# 天府商务区站
天府商务区站位于中华人民共和国四川省成都市天府新区正兴街道宁波路东段与夔州大道交叉口，沿宁波路东段东西向设置，是成都地铁6号线和成都地铁19号线的一座车站，6号线部分于2020年12月18日开通，19号线部分于2023年11月28日开通。

## 车站结构
本站6号线部分为地下三层岛式车站。
19号线部分为地下四层17米宽岛式站台车站，沿宁波路东段东西向布置，车站总建筑面积34391平方米，外包总长220米，轨面埋深33.91米，共设4个出入口、2组风亭、4个安全出口、1个无障碍电梯、1个冷却塔。
地下二层为换乘厅，两线站台之间不直接设置换乘节点。
|                                  |  | 6号线往望丛祠（杭州路） |
| 島式 · 開左邊车门 · 无障碍卫生间 |  |                         |
|                                  |  | 6号线往兰家沟（西博城） |

|                                  |  | 19号线往金星（红莲）         |
| 島式 · 開左邊车门 · 无障碍卫生间 |  |                              |
|                                  |  | 19号线往天府机场北（蓝家店） |

## 内装与公共艺术
本站6号线站厅主题为“科技”，19号线主题为“生态科技”。

## 出入口
本站共设有7各出入口，目前开放6个。
|          |                                |                                  |      |
|          |                                |                                  |      |
| 编号     | 设施                           | 指示                             | 照片 |
|          | 无障碍卫生间 哺乳室            | 夔州大道、兴康三街               |      |
| 出口 · B | 无障碍电梯                     | 福州路东段、宁波路东段           |      |
| 出口 · C |                                | 福州路东段、宁波路东段           |      |
| 出口 · D | 无障碍电梯                     | 夔州大道、兴康三街               |      |
| 出口 · E |                                | 宁波路东段、兴康一街（暂未开通） |      |
| 出口 · F | 无障碍电梯 无障碍卫生间 哺乳室 | 宁波路东段、福州路东段           |      |
| 出口 · H |                                | 宁波路东段、兴康一街             |      |